# Heteronormativitet

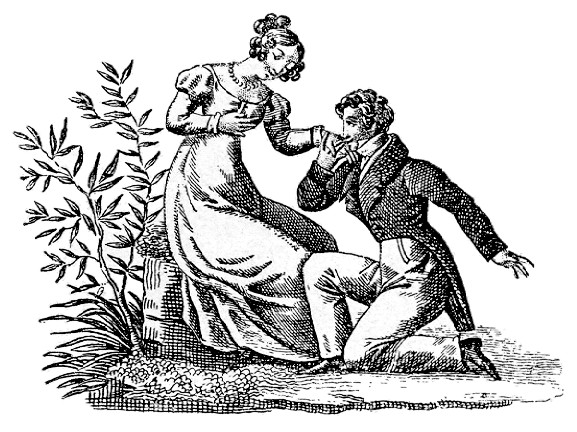
Många av världens kulturer betraktar uppvaktning mellan könen som normal.

Heteronormativitet är en term inom queerteorin som innebär att ett mänskligt samhälle har heterosexualitet som norm för människors sexualitet. Normen kan enkelt sammanfattas som att män förväntas åtrå och skapa romantiska och sexuella relationer med kvinnor, och vice versa. Den innefattar även att genitalier definierar en persons könsidentitet och att det därmed endast finns två kön, män och kvinnor. Detta är detsamma som tvåkönsnormen. Heteronormen gör att män förväntas bete sig maskulint och kvinnor feminint. Detta kan uttryckas bland annat i förväntningar om att en person är heterosexuell utan att man har relevant och adekvat information för att kunna komma till den slutsatsen. Språkligt tar sig normen uttryck i till exempel meningen "din mamma och din pappa", som utgår från antagandet att det tilltalade barnet lever i en familj med föräldrar av skilda kön. 
I brottsofferdiskursen förekommer en omfattande diskussion om hur heteronormativiteten påverkar synen på det ideala offret. Ett antagande här är att män stigmatiseras genom att offerrollen bär så kallat traditionellt kvinnliga attribut som exempelvis svaghet och passivitet. Detta gäller speciellt kategorin våldsbrott, men i synnerhet sexualbrott, i de fall mannen är offret och kvinnan är förövaren.
Ibland används heteronormativitet felaktigt som synonym för homofobi eller för att beskriva ogillande av andra sexuella läggningar än heterosexualitet. Det betyder dock att en person som har heteronormativa förväntningar utgår ifrån, gällande sexuell läggning, att gemene man är heterosexuell.
Queer är, i relation till heteronormativitet, ifrågasättandet av den heteronormativa ordningen som naturlig.

## Heteronormen
Heteronormen är den norm i samhället som förutsätter att alla är intresserade av motsatt kön och att man tillhör och identifierar sig med det kön man ser ut att tillhöra. Även användandet av begrepp som kärnfamilj och hur man talar om hbtq+-personer som egna grupper i samhället istället för att räkna in dem är uttryck för heteronormen.

## Analyser av risker och effekter av heteronormen
I metaanalyser från Folkhälsoinstitutet anges att de som främst påverkas av heteronormativitet är de som avviker från nämnda normen, det vill säga HBTQ+-personer. Genom studier har resultat funnit att särskilt unga personer inom HBTQ+-gruppen, jämfört med andra ungdomar, löper större risk att utveckla olika emotionella och sociala hälsoproblem på grund av det omkringliggande samhällets förväntningar på och normer som utgår från heterosexualitet. Studierna visar också att HBTQ+-personer i större utsträckning utsätts för kränkningar, hot, våld och trakasserier men också att de har en sämre fysisk och psykisk hälsa. Bland annat "löper [de] stor risk att utveckla psykosociala problem såsom /.../ depression, självmordsförsök, missbruk, förekomst av sexuellt överförbara sjukdomar, misslyckanden i skolan, upplevelser av att familjen tar avstånd från dem, att rymma hemifrån, hemlöshet, prostitution." En teori som anses vedertagen är att orsaken till dessa påståenden är att HBTQ+-personer bryter mot just heteronormen och därmed löper större risk att utsättas för diskriminering och kränkningar.
Heteronormen osynliggör de barn som lever i andra familjekonstellationer än den normativa. Barnen känner inte igen sig i skolundervisning, litteratur och medier, vilket skapar ett utanförskap.

## Självkänsla och sexuella övergrepp
I en undersökning som RFSL Ungdom gjort på elever i ÅK3 på gymnasiet framkom det att de som uppgav att de hade låg självkänsla var de som angett att de var osäkra på sitt kön eller såg sig tillhöra nongender/intergender. Det visar sig i samma undersökning att den låga självkänslan också är kopplad till negativa reaktioner, på t.ex. avvikande sexuell läggning, från familj och vänner.  Detta är ju ett typexempel på en negativ effekt av heteronormen, när familj och vänner reagerar negativt på att personen ifråga avviker från den.
En annan undersökning som Ungdomsstyrelsen i RFSL gjort visar att en större andel av de homo- och bisexuella personerna utsatts för sexuella övergrepp än de som angett att de är heterosexuella. Det har också visat sig finnas en koppling mellan låg självkänsla och hur många som utsatts för övergrepp, de med låg självkänsla blir i större utsträckning utsatta för övergrepp och man tror att det då beror på att den som har låg självkänsla inte anser sig värd att skyddas eller har sex för att få bekräftelse.

## Bemötande från sociala instanser och samhälle
I samma studie som nämns ovan framkommer det att en stor andel av de tillfrågade hbt-personerna som polisanmält sexuella övergrepp är missnöjda med det bemötande de fått och i tidigare studier har det visat sig att ungdomar upplever brister i bemötande från vård och rättsväsende. Detta är en konsekvens av heteronormen då dessa institutioner ska finnas till hands när personer utsätts för kränkningar och våld på grund av den. En konsekvens är att de utsatta inte känner tillit till varken polisen eller sjukvården och av den anledningen låter bli att söka hjälp.

## Otrygghet och våld
År 2008 anmäldes 1055 hatbrott som var kopplade till sexuell läggning, majoriteten av de utsatta var homosexuella. De vanligaste hatbrotten är olaga hot eller ofredande, men en relativt stor del, 280st, av de anmälda hatbrotten samma år var av våldskaraktär. Samtidigt menar författarna till RFSL:s studie att endast en fjärdedel av alla hatbrott anmäls så anmälningsbenägenheten är mycket liten vilket kan ses som en följd av bristfälligt bemötande i kontakt med polis och myndigheter.
Nästan en tredjedel av de som tillfrågats RFSL:s studie har svarat att de någon gång avstått från att gå ut på grund av rädsla att utsättas för våld eller övergrepp. Andelen som är rädda är större i mindre städer och på landsbygden än i storstäder. En anledning till detta kan vara att acceptansen och förståelsen är större i städer där mer folk florerar än på landet där befolkningens åsikter och kunskaper i större utsträckning är inskränkta. Dock är andelen som blivit utsatta för brott av våldskaraktär större i städer än de som bor på mindre orter.